# Longitarsus gracilis
Longitarsus gracilis  (лат.) — вид листоедов (Chrysomelidae) из подсемейства козявок (Galerucinae). 

## Распространение
Распространён на территории всей Европе на север до юга Швеции и Эстонии, также встречается на Кавказе, в Турции, Израиле, Палестине, Алжире и Марокко.

## Экология
Взрослые жуки и их личинки питаются листьями представителей астровых (Asteraceae): крестовник Якова (Senecio jacobaea), крестовник обыкновенный (Senecio vulgaris) и мать-и-мачеха (Tussilago farfara).

## Аберрации
- Longitarsus gracilis ab. nigrithorax Heikertinger, 1912